# Bouchea boliviana
Bouchea boliviana là một loài thực vật có hoa trong họ Cỏ roi ngựa. Loài này được (Kuntze) Moldenke mô tả khoa học đầu tiên năm 1933.